# Jacqueline Pfeifer
Jacqueline Pfeifer (n. 6 februarie 1995, Weidenau⁠(d), Renania de Nord-Westfalia, Germania) este o sportivă ce a reprezentat Germania, medaliată olimpică. A participat la 2 ediții ale Jocurilor Olimpice (2018, 2022) în care a câștigat o medalie de aur și o medalie de argint.